# Züüngovi, Uvs
Züüngovi (tiếng Mông Cổ: Зүүнговь) là một sum của tỉnh Uvs ở Mông Cổ. Vào năm 2008, dân số của sum là 2.578 người.

## Địa lý
Sum có diện tích khoảng 4.020 km2. Trung tâm sum, Zel, nằm cách tỉnh lỵ Ulaangom 134 km và thủ đô Ulaanbaatar 1.217 km.

### Khí hậu
Züüngovi có nhiệt độ trung bình hàng năm là 1 °C. Tháng ấm nhất là tháng 7, khi nhiệt độ trung bình là 27 °C và lạnh nhất là tháng 1, với −29 °C.

## Kinh tế
Sum có một trường học, bệnh viện, trung tâm thương mại và nhà văn hóa.